# جک راسل تریر
جک راسل تریر (به انگلیسی: Jack Russell Terrier)، نام یکی از نژادهای سگ است که خاستگاه آن به انگلستان بازمی‌گردد.

## خلق و خو
سگی جسور، سرحال و ستیزه گر است. بسیار نترس، مراقب و جذاب می‌باشد. از بازی کردن با عروسک لذت می‌برد و رابطه بسیار خوبی با کودکان دارد. آموزش دادن به آنها گاهی اوقات دشوار است، بنابراین به آموزشهای یک مربی با حوصله و با تجربه نیاز دارد. اگر از سنین پایین اجتماعی نشود می‌تواند نسبت به سایر سگها بسیار تهاجمی باشد تا حدی که جان خود را در جنگیدن از دست بدهد! شکارچی ماهری می‌باشد بنابراین نباید او را با حیوانات خانگی کوچک تنها گذاشت. از کندن زمین و پریدن لذت می‌برد. به‌طور کلی خصوصیات یک سگ بزرگ را در جثه کوچک دارد و باید به خوبی به او بفهمانید که شما از او قدرتمند ترید و باید از شما اطاعت کند. 

## وزن و ارتفاع
وزن در هر دو جنس(نر و ماده): (۶–۸) کیلو‌گرم
ارتفاع در هر دو جنس: (۲۵–۳۱) سانتیمتر.

## مشکلات سلامتی
برخی از آنها دارای مشکل جابجایی مفصل آرنج هستند. بیماریهای ارثی چشمی، ناشنوایی و مشکلات لگن نیز قابل ذکر می‌باشد.

## شرایط نگهداری
برای نگهداری در آپارتمان مناسب است به شرط آنکه در طول روز به اندازه کافی فعالیت داشته باشد. در داخل خانه بسیار پر جنب و جوش است و یک حیاط متوسط می‌تواند مکان مناسبی را برای زندگی و بازیش فراهم کند. اگر در داخل خانه نگهداری می‌شود بهتر است که یک تخت یا خانه مخصوص به خود داشته باشد. حتما باید جای خودش را داشته باشد

## فعالیت بدنی
به ورزش و فعالیت بدنی بسیار علاقه دارد و اگر یک حیاط کوچک داشته باشد می‌تواند خودش را به خوبی سرگرم کند. به دویدن و شکار علاقه‌مند است.